# NGC 5965
NGC 5965 est une très vaste galaxie spirale située dans la constellation du Dragon. Sa vitesse par rapport au fond diffus cosmologique est de 3 423 ± 4 km/s, ce qui correspond à une distance de Hubble de 50,5 ± 3,5 Mpc (∼165 millions d'al). NGC 5965 a été découverte par l'astronome britannique William Herschel en 1788.

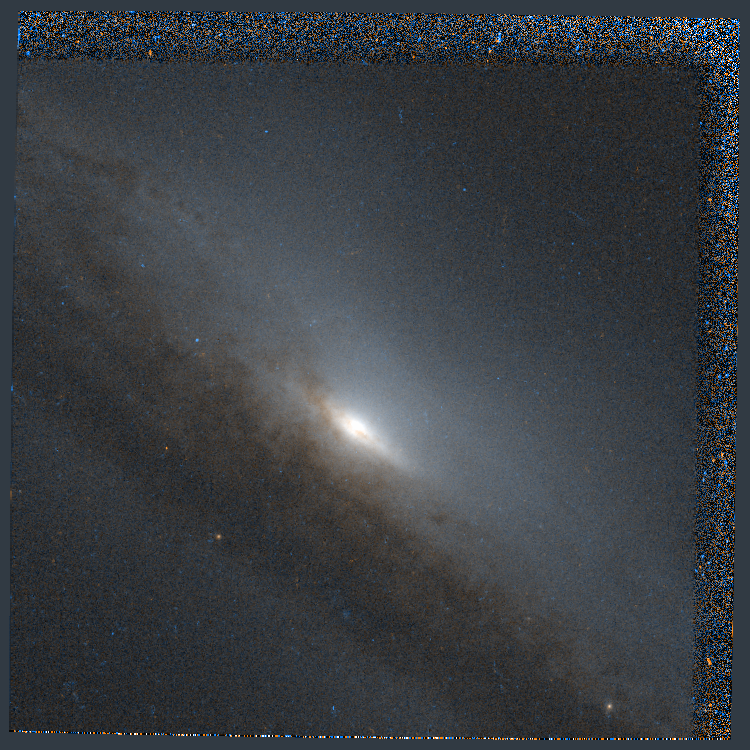
NGC 5965 par le télescope spatial Hubble.

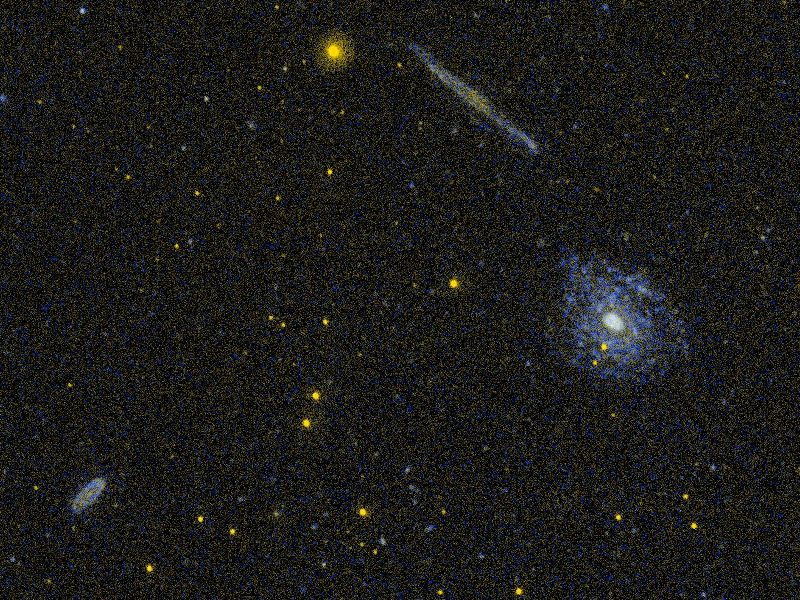
NGC 5961, NGC 5963 et NGC 5965 en ultraviolet par le satellite GALEX.

La classe de luminosité de NGC 5965 est II et elle présente une large raie HI. Selon la base de données Simbad, NGC 5965 est une galaxie LINER, c'est-à-dire une galaxie dont le noyau présente un spectre d'émission caractérisé par de larges raies d'atomes faiblement ionisés.
Près d'une quinzaine de mesures non basées sur le décalage vers le rouge (redshift) donnent une distance de 45,623 ± 6,689 Mpc (∼149 millions d'al), ce qui est à l'intérieur des valeurs de la distance de Hubble. Notons cependant que c'est avec la valeur moyenne des mesures indépendantes, lorsqu'elles existent, que la base de données NASA/IPAC calcule le diamètre d'une galaxie et qu'en conséquence le diamètre de NGC 6965 pourrait être d'environ 88,1 kpc (∼287 000 al) si on utilisait la distance de Hubble pour le calculer.

## Supernova
La supernova SN 2001cm a été découverte dans NGC 5965 le 3 juin 2001 par X. J. Jiang et Y. L. Qiu dans le cadre du relevé de supernovas de l'observatoire astronomique de Pékin (BAO)
. Cette supernova était de type II.